# Privatkapelle (Schönbrunn)
Die Privatkapelle im oberschwäbischen Schönbrunn, einem Ortsteil des Marktes Türkheim, ist eine römisch-katholische Privatkapelle. Sie wurde 1845 erbaut. Der kleine, nach Norden gerichtete Rechteckbau besitzt je ein kleines Rundbogenfenster an den Längsseiten. Über dem profilierten Traufgesims befindet sich ein hölzernes Kastengesims. Das Satteldach ist im Norden abgewalmt. Im Süden ist eine profiliert gerahmte Rundbogentür eingelassen. Das Türblatt ist gefeldert, das Oberteil von gotisierendem Maßwerk durchbrochen. Am Südgiebel befinden sich ein profiliertes Sohlgesims und vorkragende Schrägen. In der Giebelspitze ist eine Kreisöffnung. Im flachgedeckten Inneren befinden sich in den vier Ecken Pfeilervorsprünge.
Der kleine, aus gefasstem Holz bestehende und auf der Mensa aufgesetzte Altar stammt etwa von 1680. Er besitzt zwei gewundene, rebenumschlungene Säulen und ein verkröpftes Gebälk. In der Mitte ist eine rechteckig gerahmte, flache Muschelnische mit einem Relief des Salvators als Halbfigur. Im Auszug ist eine Vierpassöffnung. Beiderseits befindet sich über den Säulen je eine nicht näher definierte Statuette. Die eine zeigt einen heiligen Bischof, die andere einen Papst. Die gefassten, hölzernen Figuren stammen aus der Mitte des 18. Jahrhunderts. Des Weiteren gehören eine gefasste Figur des heiligen Petrus und eine des heiligen Paulus als Halbfigur zur Ausstattung. Auf den Sockeln ist der Name der jeweiligen Figur angebracht. Sie stammen aus dem späten 17. Jahrhundert.